# Дэт-н-ролл
Дэт-н-ролл (англ. Death 'n' roll) — термин, используемый для описания дэт-метал групп, которые включают элементы рок-н-ролла в свою музыку. Представляет собой симбиоз из «рок-н-ролльного звучания» с характерными для дэт-метала элементами, такими как: гроулинг, двойная бас-бочка, и низконастроенные гитарные риффы. Первопроходцами жанра являются Entombed, Gorefest и Carcass. Известными примерами являются, помимо выше упомянутых, Six Feet Under, Pungent Stench и Fernando Colunga Ultimate Experience.

## История
После релиза Entombed Wolverine Blues, музыкальная пресса закрепила за группой ярлык «дэт-н-ролл». Ещё одним заслуживающим внимания релизом дэт-н-ролла является Soul Survivor, альбом Gorefest 1996 года. Этот альбом показал нечто большее, чем мимолётный кивок классическому року. Наиболее заметно это было на туре, организованным группой в том же году, где Gorefest исполнили песни AC/DC, Black Sabbath и Deep Purple. Gorefest распались после их последнего альбома 1998 года Chapter 13, который продолжил тенденцию, начатую в Soul Survivor (Gorefest воссоединились семь лет спустя). Двое из её участников в настоящее время играют в Live & Dangerous, трибьют-группе Thin Lizzy из Нидерландов.